# کانادا در المپیک تابستانی ۱۹۵۶
کانادا در بازی‌های المپیک تابستانی ۱۹۵۶ که در شهر ملبورن برگزار شد، کاروان کانادا با ۹۲ ورزشکار در این رقابت‌ها شرکت کرد و موفق به کسب ۶ مدال (۲ طلا، ۱ نقره، ۳ برنز) شد. در جدول رتبه‌بندی توزیع مدال‌ها، کانادا در ردهٔ ۱۵ مسابقات قرار گرفت.